# Sabulodes dissimilis
Sabulodes dissimilis är en fjärilsart som beskrevs av George Duryea Hulst 1898. Sabulodes dissimilis ingår i släktet Sabulodes och familjen mätare. Inga underarter finns listade.